# Étienne Rocbert de La Morandière
Pour les articles homonymes, voir Morandière.
Étienne Rocbert de La Morandière, né en octobre 1660 dans la paroisse de Saint-Étienne d’Étréchy, dans l'actuel département de l'Essonne, dans le royaume de France et mort à Rochefort le 23 mars 1754, est un officier civil de Montréal.

## Biographie
Baptisé le 10 octobre 1660 à Etréchy (Étienne Robert), il est le fils d'Abel Robert, lieutenant de la prévôté d'Etréchy (originaire de Saint-Laurent-la-Gâtine) et de Marie Pottier (fille d'un laboureur de Souzy-la-Briche). Il émigre en Nouvelle-France en 1690 et s'installe à Montréal avec son frère, Jacques-Urbain Rocbert de la Morandière (1664-1710) qui devient écrivain du roi et secrétaire de l'intendant Jacques Raudot. Durant les deux premières années de sa vie au Canada, Étienne Rocbert de la Morandière est secrétaire de Louis Tantouin de La Touche, commissaire de la Marine à Montréal. En 1692, l'intendant Jean Bochart de Champigny le nomme garde-magasin du roi.
Le 25 septembre 1695, il épouse à l'église Notre-Dame, Élisabeth Duverger, originaire de Loches et fille d'un important marchand de Montréal. L'année suivante nait sa fille Élisabeth, l'une des épistolières les plus importantes de la Nouvelle-France. Elle est l'ainée d'une fratrie de six.
Rocbert exerce la fonction de garde-magasin du roi pendant la majeure partie de sa vie. À partir de 1709, il exploite parallèlement sa propre maison de commerce qui jouxtent les magasins royaux. À l'occasion du mariage de sa fille Élisabeth avec le chevalier Claude-Michel Bégon de La Cour en 1736, il offre au couple l'ancienne résidence du baron de Longueuil, située rue Saint-Paul, à l'est de la chapelle Notre-Dame-de-Bon-Secours. C'est alors l'une des résidences privées les plus imposantes de la ville. Il prend sa retraite en 1731. Son fils, Louis-Joseph lui succède. En 1736, il sort de sa retraite et occupe les fonctions de subdélégué de l'intendant à Montréal. N'étant pas parvenu à obtenir de pension de retraite de la part de Versailles, c'est l'Intendant Gilles Hocquart, qui avait son affection, qui le nomme à ce poste pour l'aider à arrondir ses fins de mois. 
À la suite du décès de son gendre en 1748, il quitte Montréal pour Rochefort en compagnie de sa fille Élisabeth. Il y décède en 1754 et est inhumé dans l'église Saint-Louis de Rochefort. Il était à sa mort, à l'âge indiqué de 86 ans (en réalité 93 ans), ancien commissaire ordonnateur des colonies. 